# Der Bastian
Der Bastian ist eine 13-teilige Fernsehserie, die 1973 erstmals vom ZDF ausgestrahlt wurde. Das Drehbuch stammte von Barbara Noack. Die Titelrolle spielte Horst Janson. Noack arbeitete das Drehbuch zu einem gleichnamigen Roman um, der 1974 erschien.

## Inhalt
Der Bastian handelt von einem angehenden Lehrer in München, der nach den Examen noch die letzte Freiheit vor dem Antritt seiner ersten Stelle auskostet. Er verliebt sich in eine junge Ärztin, die er mit seiner unkonventionellen Art zu erobern versucht, was ihm schließlich auch gelingt. Bastian ist sehr gutmütig, und seine Hilfsbereitschaft bringt ihn öfter in unangenehme Situationen; so lässt er eine junge Mutter, mit der er vor Jahren ein Verhältnis hatte, bei sich wohnen und „flüchtet“ schließlich zu seiner Freundin. Am Ende holt ihn die Wirklichkeit ein, er muss sich ihr in Form seiner Anstellung als Grundschullehrer im Bayerischen Wald stellen.

## Hintergrund
Die Serie wurde ab dem 2. Juli 1973 im Vorabendprogramm des ZDF ausgestrahlt. Neben Hauptdarsteller Horst Janson waren in weiteren Rollen unter anderem Lina Carstens (als Bastians umtriebige Großmutter), Karin Anselm (als junge Ärztin Dr. Freude), Monika Schwarz und Friedrich von Thun zu sehen. Der Bastian war mit bis zu 15 Millionen Zuschauern pro Folge eine der erfolgreichsten Serien der deutschen Fernsehgeschichte. Horst Janson wurde noch in späten Jahren in der Öffentlichkeit mit dieser Rolle identifiziert.
Die Bauten wurden vom Filmarchitekten Heinz Eickmeyer umgesetzt. Die vollständige Serie wurde 2005 auf zwei DVDs (Laufzeit 330 Min.) veröffentlicht, ergänzt durch Interviews mit Horst Janson und Barbara Noack.
Im Jahr 1977 erschien mit Drei sind einer zuviel eine weitere 13-teilige ZDF-Serie nach einer Idee von Barbara Noack unter der Regie von Rudolf Jugert. Auch in dieser Serie geht es um einen jungen Lehrer und seine Erfahrungen.

## Episodenliste
Die Erstausstrahlung der Serie fand vom 2. Juli 1973 bis zum 24. September 1973 im Vorabendprogramm des ZDF statt. Das Buch für die gesamte Serie stammt von Barbara Noack, die Regie führte bei allen Folgen Rudolf Jugert.   
| Nr. | Originaltitel                | Erstausstrahlung Deutschland |
| --- | ---------------------------- | ---------------------------- |
| 1   | Besuch bei einer alten Dame  | 2. Juli 1973                 |
| 2   | Katharina II. von links      | 9. Juli 1973                 |
| 3   | Er wollte ihr so viel sagen… | 16. Juli 1973                |
| 4   | Schlaflose Nächte            | 23. Juli 1973                |
| 5   | Seilbahn wäre schön          | 30. Juli 1973                |
| 6   | Saubere Umwelt               | 6. Aug. 1973                 |
| 7   | Die neue Hose                | 13. Aug. 1973                |
| 8   | Bastian lernt balzen         | 20. Aug. 1973                |
| 9   | Olympiade mit Logierbesuch   | 27. Aug. 1973                |
| 10  | Sieger im Rückwärtslauf      | 3. Sep. 1973                 |
| 11  | Nie wieder siebzig           | 10. Sep. 1973                |
| 12  | Ein hoffnungsloser Spinner   | 17. Sep. 1973                |
| 13  | Bastian muß erwachsen werden | 24. Sep. 1973                |

## Buchausgaben
- Barbara Noack: Der Bastian. Roman. Langen Müller Verlag, München 1974, ISBN 3-7844-1925-9 (Hardcover).

## Hörbuch
- Der Bastian. Label Europa (Miller-International-Schallplatten), Quickborn 1983 (1 Musikkassette, gelesen von Karin Anselm, Horst Janson und Ruth Niehaus).
- Horst Janson liest Der Bastian. TopSound-Vertrieb, München 2007, ISBN 978-3-936660-57-9 (2 Audio-CDs; Laufzeit ca. 81 Min.).